# 4호 돌격전차
4호 돌격전차(독일어: Sturmpanzer IV)는 나치 독일이 4호 전차 차대를 이용하여 개발한 보병부대 지원용 자주포다. 쿠르스크, 안치오, 노르망디에서 실전을 치렀으며, 바르샤바 봉기 진압 작전에도 투입되었다. 브룸베어는 연합군 정보부에서 붙인 이름이다. 독일 병사들은 그 이름을 사용하지 않았으며, Sturmpanzer를 줄인 Stupa라는 별명으로 불렀다.

## 개발

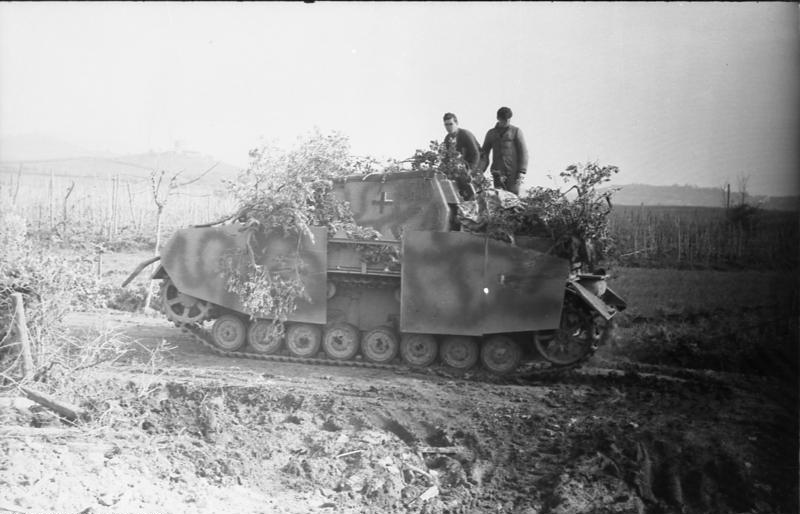
안치오-네투노 사이에서 전투 중인 4호 돌격전차. 1944년 3월 이탈리아.

4호 돌격전차(Sturmpanzer IV )는 4호 전차 차체를 이용하여 개발했으며, 개발 목적은 특히 도시 지역에서 보병부대를 화력 지원하는 것이었다. 4호 전차 하부 차체에 기존 4호 전차의 포탑과 상부구조물을 제거하고 새로 설계한 상자형 포대(casemate) 모양의 전투실을 설치했다. 전투실에는 체코슬로바키아의 스코다가 개발한 중곡사포(Sturmhaubitze) 150mm StuH43 L/12를 설치했다. 이 포는 15 cm sIG 33 중보병포와 같은 포탄을 사용했다. 추진 장약과 탄두를 분리하여 총 38발을 탑재했으며, Sfl.Zf. 1a 조준경을 사용했다. 적 보병의 접근에 대비한 자위용 무장으로 MG 34 기관총을 포수석 자리에 장착했다. 이런 배치는 3호 돌격포와 비슷하다. 초기형 차량에는 MP-40 기관단총을 차량 내부에 비치했으며, 적 보병이 접근했을 때 총안구를 통해 차내에서 외부로 사격할 수 있었다.
조종석은 경사진 전면 장갑에서 앞쪽으로 돌출되어 있었고, 티거 전차에도 사용된 Fahrersehklappe 80을 조종수용 외부 관측장비로 사용했다. 전투실은 환기도 제대로 되지 않았다. 측면 방호막(Sideskirts)은 모든 차량에 설치되었다. 차체에 비해 너무 무거웠던 초기 생산 차량들은 서스펜션과 변속기에 잦은 고장을 일으켰고, 독일군과 알케트사는 두 번째 생산 분부터 이런 문제점을 개선하려는 노력했으며 몇몇 부분에서는 성공하기도 했다.
1943년 10월, 독일군은 브룸베어의 주포인 StuH 43을 보다 가볍게 재설계한다는 결정을 내렸고, 이 결정에 따라 800kg 정도 가벼워진 새로운 주포인 StuH 43/1을 개발했다. 줄어든 800kg 중 일부는 장갑 일부를 얇게 재설계하면서 이뤄진 것이었다. 신형 주포는 3차 생산분부터 장착되었다..
찌메리트 코팅은 1944년 9월까지 모든 차량에 적용되었다..

## 생산 구분

### 첫 번째 생산
1943년 4월, 첫 번째 생산분에 해당하는 60대가 생산되었다. 이중 52대는 4호 전차 G형(Panzer IV Ausf. G)의 차쳬를 사용했고, 나머지 8대는 개조한 E형 및 F형 차체를 이용하여 만들었다. 약 절반에 해당하는 생존 차량은 1943년 12월에 개조되었고, 대부분 2차 생산분 표준에 따라 개조되었다.

### 두 번째 생산
생산이 재개된 것은 1943년 12월이었으며, 1944년 3월에 생산 종료되었다.이때 생산 대수도 60대였으며, 모두 4호 전차 H형 차체를 유용하여 생산했다. 쿠르스크 전투 당시 실전에서 드러난 문제점인 조종수 구역의 장갑이 너무 엷다는 문제점을 개선했다. 사수용 해치를 제거하고, 승무원 편의를 위해 환기용 팬을 추가했다. 내부에 탄성재가 든 강철제 테두리(rimmed)의 로드휠로 전방의 고무제 테두리 로드휠을 교체했다. 교체한 이유는 앞쪽 서스펜션 부분에 가해지는 스트레스를 줄이기 위해서였다. 이 시도는 큰 성과를 거두지는 못했다.

### 세 번째 생산
3차 생산은 1944년 3월부터 6월까지 2차 생산분을 약간 개량하는 선에서 그쳤다. 조종수용 관측창을 티거 1에도 사용된 Fahrersehklappe 80으로 바꾸고, 150mm 주포도 보다 가벼운 StuH 43/1 L/12로 교체했다. 기존 주포는 브룸베어의 기본이 된 4호 전차 차체에는 지나치게 무거웠기 때문이다.

### 네 번째 생산
1944년 초, 독일군은 브룸베어의 상부구조물을 재설계하여 4번째 생산을 개시했다. 4호전차 J형의 차체와 HL120TRM112 엔진을 사용했고, 1944년 6월부터 1945년 3월까지 생산했다. 상부구조물, 즉 전투실 높이를 낮추었을뿐만 아니라 포신 도장도 바꾸었으며, 차체 전면에 MG34 기관총용 둥그런 공 모양의 총안구(Ball Mount)를 도입했다. 기관총탄은 600발을 수납했다. 차장 좌석은 3호 돌격포 G형의 해치를 사용하도록 개조했는데 대공용 기관총을 거치할 수 있었다

## 실전 기록
브룸베어(Sturmpanzer IV)를 처음 장비하고 전투에 돌입한 부대는 216 돌격전차대대였다. 이 부대는 1943년 4월말에 편성되었으며 5월 초에 아미엥으로 기차편으로 이동했다. 216 돌격전차대대는 3개 중대로 편성되었으며, 각 중대는 브룸베어 14대를 장비했다. 대대 본부도 3대를 가졌다. 1943년 6월 10일, 216 돌격전차대대는 쿠르스크 돌출부를 제거하려는 성채 작전(독일어: Unternehmen Zitadelle, 영어: Operation Citadel) 참가를 위해 중부 러시아에 도착했다. 이 작전에서 동 대대는 중부 군집단(Army Group Center)의 9군 사령부 직할 656 중대전차연대(schweres Panzerjäger Regiment 656)에 3대대로 임시 배속되었다. 216 돌격전차대대는 오룔-브랸스크 지구에서 전투를 계속하다가 8월 말에 드니프로페트로우스크-자포리자(Zaporizhia 또는 Zaporozhe)로 이동했다. 도착한 후 대대는 손실된 차량을 보충했고, 10월 15일 자프로치아 교두보를 포기할 때까지 계속 전투를 치렀다. 교두보 포기 후, 대대는 니코폴(Nikopol)로 철수하여 독일군 교두보 방어전을 지원했다. 12월, 216 돌격전차대대는 독일로 철수했다.. 1944년 1월 22일, 연합군이 안지오 상륙 작전(지붕널 작전, Operation Shingle)을 개시하자, 동 대대는 28대의 차량으로 연합군 교두보에 대한 반격 작전(독일어: Unternehmen Fischfang)에 참가하기 위해 이동했다. 독일군의 반격 작전은 실패했지만, 대대는 이후 전쟁이 끝날 때까지 이탈리아 전선에서 계속 전투를 치렀다. 216 돌격전차대대는 연합군이 포 강 계곡으로 진격 작전을 시작했을 때 45대를 장비하고 있었으나, 5월에 전쟁이 끝날 때까지 후퇴하는 동안 모든 차량을 상실하거나 노획당하는 걸 막기 위해 자폭시켰다..
217 돌격전차대대(Sturmpanzer-Abteilung 217)는 1944년 4월 20일 그라펜뵈르(Grafenwöhr) 훈련소에서 창설되었다. 217 대대의 창설 요원들은 40 전차중대(Panzer-Kompanie 40)와 18 전차보충대대(Panzer-Ersatz Abteilung 18) 출신들이 주축이었다. 그러나 이 부대는 5월말에 이르러서야 브룸베어 19대를 장비할 수 있었다. 7월 1일과 2일에, 노르망디 전선으로 이동하던 217 돌격전차대대는 전선에서 170km(110마일)이나 떨어진 콩데 수 노 노이레(Condé sur Noireau)에서 기차에서 내렸다. 연합군의 공습과 프랑스 레지스탕스들이 프랑스 철도망을 공격하여 피해를 입혔기 때문이다. 대대가 보유한 브룸베어 중 상당수 차량이 도로로 전선으로 이동하던 중에 고장을 일으켰다. 브룸베어의 첫 번째 실전 기록은 8월 7일 캉 근처 전투 기록이 있다. 8월 19일에 대대는 작전 가능한 차량 17대를 보유했고, 14대는 수리 중이었다. 대대의 대부분은 팔레즈 포위망에 갇히지 않았고, 북동쪽으로 탈출하기 위해 애쓰고 있었다. 10월에 대대는 1중대와 2중대로 나뉘었고, 차량은 고작 22대만 보유했다. 남는 승조원은 18 전차보충대대로 전속되었다. 이후 1944년 12월, 217 중전차대대는 벌지 전투에도 참가했으나, 남은 기간 동안 줄곧 후퇴만 거듭했으며 결국 1945년 4월 루르 포위전에서 미국군에 항복하였다..
z.b.V. 218 돌격전차중대는 1944년 8월에 창설되었다. 바르샤바로 보내진 중대는 302무선전차조종대대(Panzer Abteilung (Fkl) 302)에 배속되었다. 이 부대는 바르샤바 봉기를 진압한 후에도 계속 동부 전선에 주둔했으며 1945년 4월 동프로이센에서 사실상 전멸했다. 218 중전차대대의 기간요원이었다는 추측도 있지만, 218중대는 결코 전선에서 빼돌려진 적이 없어서 대대 창설 임무를 수행한 적이 없다..
z.b.V 2./218 돌격전차중대(Sturmpanzer-Kompanie z.b.V. 2./218)는 z.b.V. 218 돌격전차중대와 비슷한 시점에 창설되었지만, 8월 20일에 파리로 이동했다. 프랑스에서 전투 기록은 알려진 것이 없지만, 중대원들은 그 해 말에 18 전차보충대대로 옮겼고, 그곳에서 218중전차대대 창설에 관여한 것으로 알려졌다..
독일군 지휘부는 1945년 1월 6일, 3개 중대 45대 차량으로 218 돌격전차대대(Sturmpanzer-Abteilung 218)를 창설하라는 명령을 내렸다. 그러나 이 대대가 2월에 수령한 실제 장비는 브룸베어가 아니라 3호 돌격포였다.
219 돌격전차대대(Sturmpanzer-Abteilung 219)는 914 돌격포여단을 모태로 편성되었지만, 1944년 9월 237 돌격포여단으로 바뀌었다. 1944년 9월 중순, 여단은 될러스하임 훈련소로 이동하여 전열을 정비했다. 한 달쯤 뒤인 10월 15일에 헝가리가 연합군에 항복하는 것을 막기 위한 쿠데타 작전인 판처파우스트 작전(독일어: Unternehmen Eisenfaust, 영어: Operation Panzerfaust)에 투입될 것이라고 명령받았을 때 237여단이 보유한 브룸베어는 고작 10대였다. 여단 예하 중대 중 1중대만 보유하고 있었고, 1중대는 다음 날인 10월 16일에 부다페스트로 출발했다. 헝가리행 철로가 폭격으로 피해를 입은 상태여서 1중대는 예정보다 늦게 10월 19일에 부다페스트에 도착했는데, 그 즈음에는 이미 친독 정부가 세워진 터라 1중대가 활약할 일은 없었다. 부다페스트에서 임무가 취소된 후, 중대는 훈련을 마저 하기 위해 슬로바키아의 마틴으로 기차편으로 이동했다. 대대는 부다페스트에서 포위된 독일군을 구출하기 위해 슈툴바이센부르크(Stuhlweißenburg) 근처로 이동하여, 소련군 진격으로 후퇴할 때까지 부다페스트 주변에서 대기했다.. 12월, 대대는 헝가리 벨렌케이 호수(Velencei Lake) 지역으로 이동했다. 1945년 1월, 219 돌격전차대대는 23 기갑 사단에 배속되어 부다페스트 지구 전투에 참가했다. 3월에 이르러 219대대는 보유 차량을 모두 잃었고, 체코슬로바키아로 물러났다. 이곳에서 10대의 브룸베어와 노획한 소련제 전차로 재무장했다. 4월에 대대는 대전차여단 "트룸파"(Panzer-Jagd-Brigade "Trumpa")에 흡수되었다.

## 현재 남은 차량

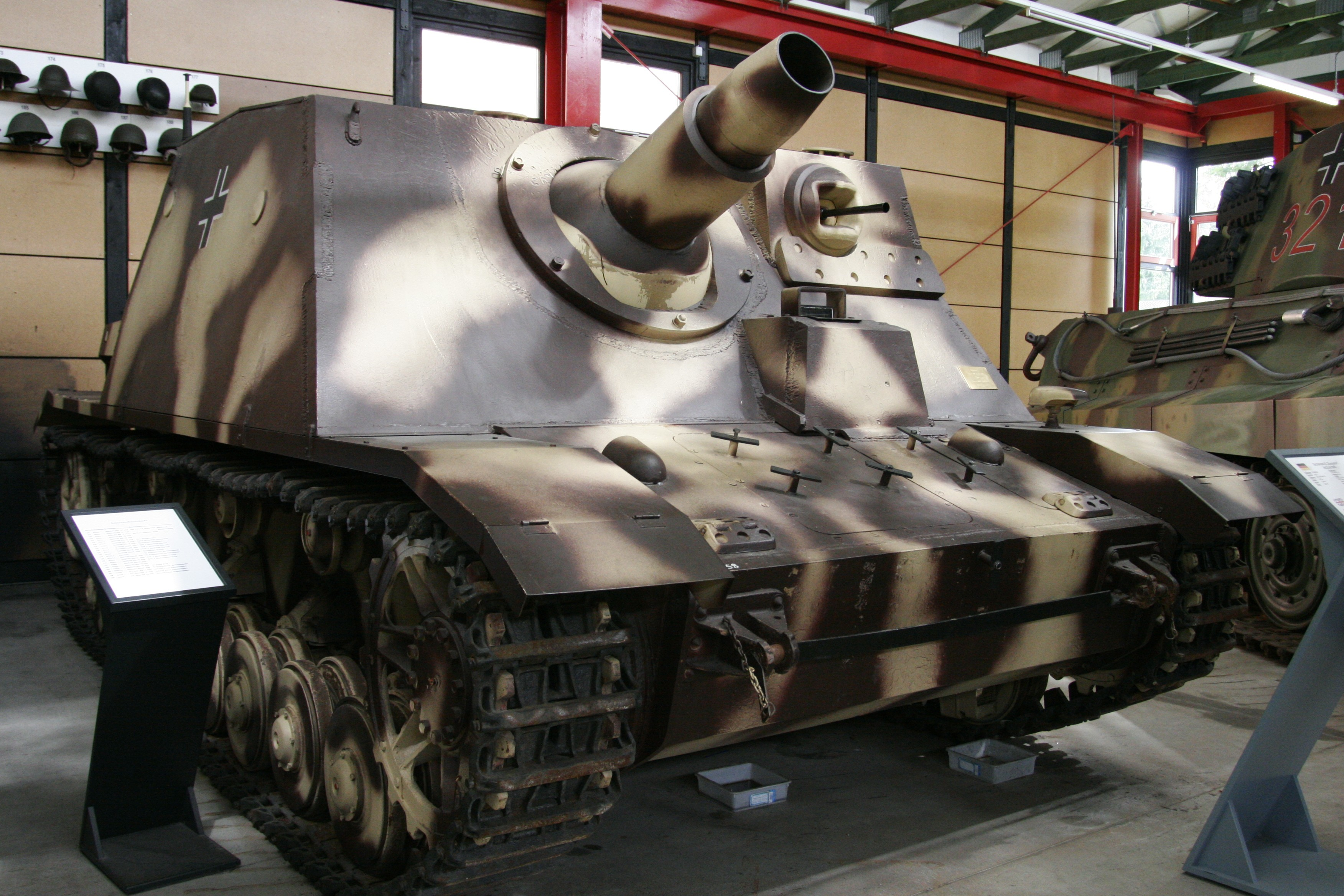
독일 뮌스터의 독일 전차박물관에서 전시 중인 브룸베어(Sturmpanzer IV)

현재 4대가 남아 있다. 프랑스 소뮤어 전차 박물관(Musée des Blindés), 독일 뮌스터에 소재한 독일 전차 박물관, 모스크바 근교 쿠빙카 전차 박물관, 메릴랜드주 에버딘의 미국 육군 병기 박물관에 각 1대씩 남아 있다.

### 내용주
1. ↑  영어로는 불평분자 정도의 뜻을 가진 grumbler에 해당한다. "그리즐리 곰"으로도 알려졌으나, 그렇지는 않다.
2. ↑  대한민국의 어느 군사잡지는 특별히 번역하지 않고 "림드"라고 영어 발음을 그대로 표기하곤 한다. 반대되는 용어는 테두리가 없다는 뜻의 rimless가 있다. 참고로 림드/림레스란 표현은 주로 탄약에서 사용하는데, 탄피 밑부분에 테가 돌출했으면 "림드"라 하고, 테두리가 없으면 "림레스"라 부른다. 림드와 림레스 탄약은 특히 탄띠급탄식 기관총에서 송탄 방식을 결정짓게 하는 요인이 된다.

### 참조주
1. ↑  Trojca & Jaugitz, p. 23, quoting DTD Report 3066
2. ↑  Trojca & Jaugitz, p. 25
3. 1 2  Trojca & Jaugitz, p. 23
4. 1 2  Trojca & Jaugitz, p. 26
5. ↑  Trojca & Jaugitz, pp. 23, 25
6. 1 2  Trojca & Jaugitz, p. 56
7. ↑  Trojca & Jaugitz, p. 84
8. 1 2 3  Trojca & Jaugitz, p. 101
9. ↑  Trojca & Jaugitz, pp. 121-3

## 참고 문헌
다음은 영어판의 참고 문헌이다
- Chamberlain, Peter, and Hilary L. Doyle. Thomas L. Jentz (Technical Editor). Encyclopedia of German Tanks of World War Two: A Complete Illustrated Directory of German Battle Tanks, Armoured Cars, Self-propelled Guns, and Semi-tracked Vehicles, 1933–1945. London: Arms and Armour Press, 1978 (revised edition 1993). ISBN 1-85409-214-6
- Jentz, Thomas L. Sturmgeschuetz: s.Pak to Sturmmoerser (Panzer Tracts 8). Darlington Productions, 1999 ISBN 1-892848-04-X
- Trojca, Waldemar and Jaugitz, Markus. Sturmtiger and Sturmpanzer in Combat. Katowice, Poland: Model Hobby, 2008 ISBN 978-83-60041-29-1